# Daraku Tenshi: The Fallen Angels
Daraku Tenshi: The Fallen Angels (Japonés: 堕落天使, Daraku Tenshi) es un videojuego del género de peleas 2D creado para Arcade y lanzado en 1998 por la compañía Japonesa Psikyo en conjunto con el equipo Steel Hearts. Una nueva versión del juego estaría en desarrollo para exA-Arcadia durante el 2020, por la compañía City Connection.

## Características
Daraku Tenshi: The Fallen Angels es el segundo juego de lucha 2D de Psikyo después de Battle K-Road con características muy similares a títulos como Street Fighter, pero con un sistema de juego más rígido e intentando simular técnicas de combates existentes al estilo de títulos como Virtua Fighter, con una muy limitada cantidad de poderes ficticios.
Daraku Tenshi es el único videojuego que ha sido desarrollado por el equipo Steel Hearts, quienes estaban conformados entre ellos por el ilustrador Shinichi Morioka quien trabajó en la saga de juegos de pelea de la compañía SNK The King of Fighters en sus versiones 94 y 95.
Investigaciones sobre el ROM original han detectado que existen cuatro personajes más además de los originalmente disponibles y un par de efectos extras, lo que ha terminado catalogando a Daraku Tenshi como un juego que fue lanzado al mercado de manera incompleta.

## Personajes
- Cool
- Harry Ness
- Taro
- Yurien
- Yurian
- Ruccio Roche
- Tarao Onigawara
- Haiji Mibu
- Trigger
- Carlos